# Incidente do Ilhote de Vélez da Gomera
O incidente do Ilhote de Vélez da Gomera foi um incidente territorial que envolveu a Espanha e Marrocos, o segundo acontecimento depois do incidente da lha de Perejil, em 2002.
O incidente teve o seu início em 29 de agosto de 2012, pelas 8:30 horas locais espanholas (6:30 em Marrocos), depois da ocupação do Ilhote de Vélez da Gomera por ativistas marroquinhos do Comité de Coordenação para a Libertação de Ceuta e Melilha, comandado por Yahya Yahya, com o objetivo de colocar a bandeira marroquina no cume do Ilhote. Depois de várias advertências, alguns dos ativistas foram detidos pela polícia espanhola. Três ativistas conseguiram escapar a território marroquino.

## Escalada de tensão diplomática
Este incidente foi precedido de advertências por parte do Governo de Marrocos, em 2011, a respeito da soberania de vários territórios espanhóis do norte de África (em especial, das cidades autónomas de Ceuta e Melilla).
O principal responsável pelo incidente, Yahya Yahya, declarou que o Comité para a Libertação de Ceuta e Melilha estava disposto a realizar outras ações similares nos ilhotes e ilhas espanholas, reclamados por Marrocos.
Adicionalmente, Yahya Yahya declarou que, depois da detenção de quatro dos ativistas marroquinos, estes foram agredidos. A acusação foi desmentida pelo Governo de Espanha, alegando que as medidas utilizadas para a detenção foram adequadas.